# تسارنسدورف
تسارنسدورف (به آلمانی: Zahrensdorf) یک منطقهٔ مسکونی در آلمان است که در کلوشتر تمپتسین واقع شده‌است. تسارنسدورف ۳۱۰ نفر جمعیت دارد.